# Franz Thon
Franz Wilhelm Thon (* 30. Juni 1910 in Köln; † 14. Dezember 2009 in Hamburg) war ein deutscher Klarinettist, Saxophonist, Dirigent und Orchesterleiter.

## Leben und Wirken
Franz Thon war der Sohn des Komponisten Franz Thon senior und studierte am Berliner Stern’schen Konservatorium.
In Berlin spielte er zunächst in der Besetzung fremder Tanzorchester. Dabei ließ er sich für mehrere Orchester gleichzeitig engagieren. Er begann ersichtlich im Juli 1928 bei der Band von Ben Berlin (Hermann Biek), spielte danach im Orchester von Paul Godwin (Margarethe; Grammophone 1206; Oktober 1932), im November 1932 ist er auf Godwins Der Anfang in der Liebe ist leichter als der Schluss zu hören (November 1932; Grammophone 1216). 
Zum 1. Mai 1933 trat er der NSDAP bei. Beim Xylophonisten Kurt Engel spielte er auf Plattenaufnahmen ab Oktober 1933 in Berlin Klarinette, bei Engels „Tanz-Rhythmikern“ blieb er bis Januar 1937. Ab Oktober 1935 tauchte er bei Peter Kreuder (The Japanese Sandman; Telefunken 1880) bis April 1937 auf. Aus dem Hans-Bund-Orchester, dem neben Adalbert Luczkowski 1934 u. a. auch Kurt Hohenberger, Erhard Krause, Georg Hentzschel und Harald M. Kirchstein angehörten, formierte sich im November 1934 eine heute legendäre deutsche Spitzenband, Die Goldene Sieben. Für dieses Septett spielte er ab September 1936 (Darf ich bitten / Die Musik spielt ganz leise; Electrola EG 3732) bis April 1937 (Ich und Du / Gefährliches Spiel; EG 3321). Am 30. September 1936 spielte er bei Teddy Stauffer and the Original Teddies Alt- und Tenorsaxophon. Dort blieb er bis April 1939. Beim Orchester Otto Stenzel ist er auf dem Truxa-Fox (1937) zu hören. Im Juli 1937 taucht er im Orchester von Robert Gaden auf.
Seine erste eigene Band waren die Tanz-Rhythmiker, die Rudi Schuricke beim Schlagerhit Goodbye Johnny aus dem Kinofilm Wasser für Canitoga (Premiere: 17. März 1939; Imperial 17244) begleiteten, im Film von Hans Albers gesungen. Es folgte Rudi Schuricke mit Thon-Begleitung bei So wie Du (1939; Imperial 17285). Zwischen 1936 und 1942 spielte er im Musikcorps der Wehrmacht. Ab Oktober 1940 nimmt er als Mitglied des Orchesters Hans Rehmstedt an Plattenaufnahmen teil.
1946 wurde Thon als Erster Saxophonist beim Rundfunk-Tanzorchester des NWDR angestellt. Die Leitung dieses Tanzorchesters übernahm er 1948. Hiermit begleitete er am 7. Oktober 1948 Peter Igelhoff bei So nebenbei (Polydor 48118), wo Thon Klarinette spielte. Thon wirkte im Film Hallo Fräulein (Premiere: 13. Mai 1949) als Musiker mit. 1951 präsentierte er mit dem Hamburger Radio-Tanzorchester den Cocktail Boogie (1951; Decca 43238).
Ab 31. Januar 1954 fungierte er in 2 Folgen der NDR-TV-Spielshow „1:0 für Sie“ mit Peter Frankenfeld als Bandleader. Nachdem der NWDR in WDR und NDR aufgespalten wurde, leitete er ab 1. Januar 1956 das „Tanz-Orchester des NDR unter Leitung von Franz Thon“. Mit diesem Orchester begleitete er zahlreiche Schlagerinterpreten wie Liselotte Malkowsky, Evelyn Künneke, Wolfgang Sauer und Udo Jürgens. Er gründete im März 1956 beim NDR das Tanzorchester ohne Namen, das einen zeitgemäßen Sound spielen sollte. 1963 stellte er die NDR-Studioband zusammen, die mit bekannten Solisten (wie Wolfgang Schlüter) vor allem als Jazzformation bekannt wurde. Thon wurde im Juli 1975 pensioniert, leitete aber noch bis Dezember 1979 das NDR-Unterhaltungsorchester. Sein Nachfolger wurde Dieter Glawischnig. Der NDR-Intendant Lutz Marmor schrieb zu seinem Tode: „Franz Thon hat ein Stück Musikgeschichte im NDR mitgeschrieben. Seine Arrangements und sein Sound prägten über Jahrzehnte in hohem Maße das musikalische Image des Norddeutschen Rundfunks. Er legte mit seiner Arbeit den Grundstein für die Entwicklung der NDR-Bigband, die heute weltweit zu den besten Jazz-Orchestern zählt.“

## Radio- und Fernsehauftritte
Franz Thon wirkte in zahlreichen Hörfunksendungen von Hans Rosenthal (Wer fragt, gewinnt, 1955; Allein gegen alle, Spaß muß sein) mit, wo er für die musikalische Umrahmung verantwortlich zeichnete. Auf dem Bildschirm war er u. a. musikalischer Leiter der NDR-Sendungen Haifischbar, zwischen 1969 und 1978 spielte seine Band in 5 Folgen der Comedy-Serie Zwischenmahlzeit mit Gisela Schlüter. Ferner sorgte er für die musikalische Untermalung zahlreicher Unterhaltungsshows.